# Jüdische Volkshochschule (München)
Die Jüdische Volkshochschule in München wendet sich an alle Menschen der Region und bietet ein vielseitiges Bildungsangebot zu Jüdischer Kultur, Jüdischer Geschichte und Sprachen.

## Geschichte

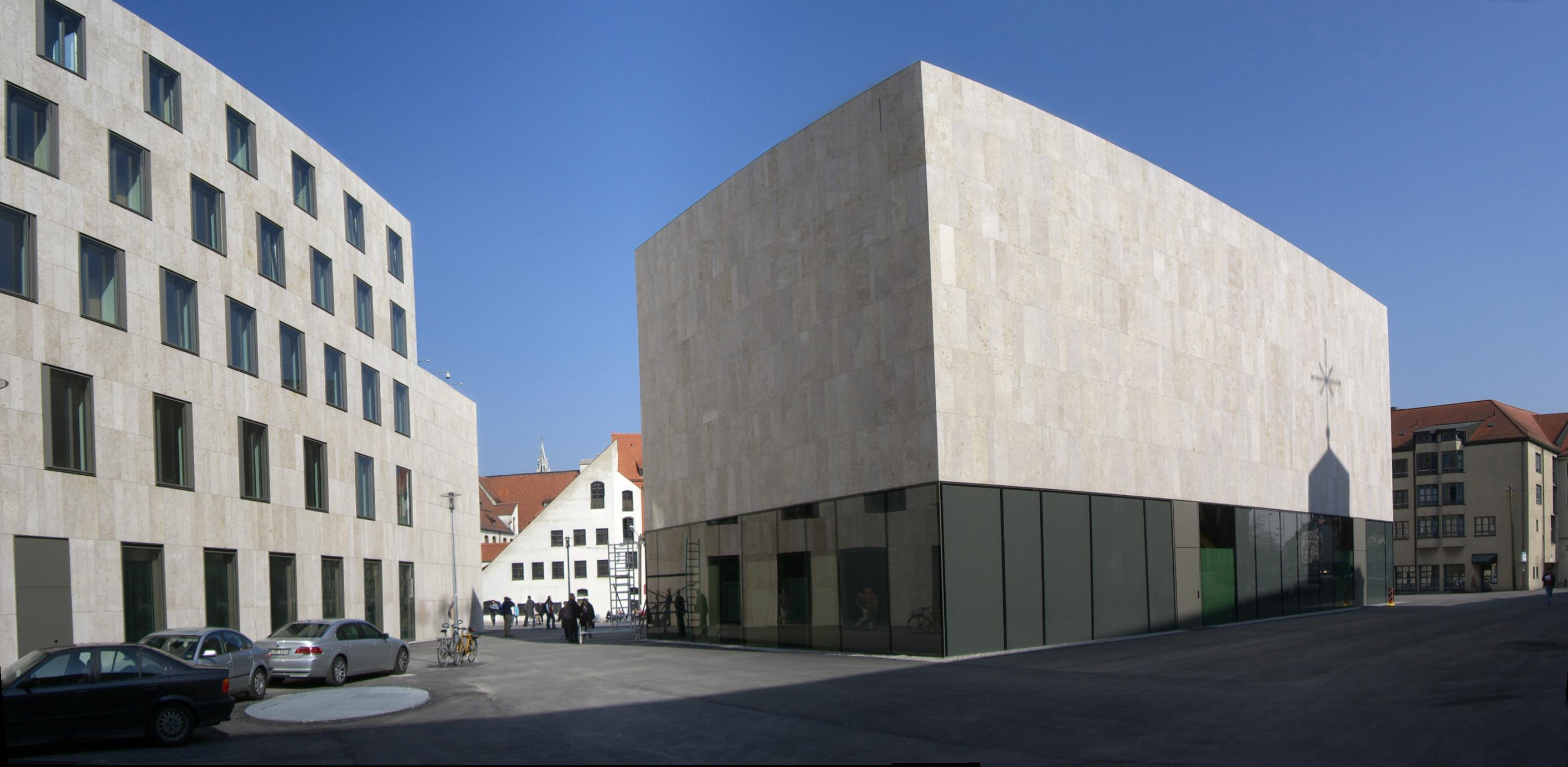
Gemeindezentrum der Israelitischen Kultusgemeinde München und Oberbayern (links) und Jüdisches Museum (rechts)

Die Jüdische Volkshochschule München wurde 1983 als Teil des Kulturzentrums der Israelitischen Kultusgemeinde München und Oberbayern gegründet – als zweite Institution dieser Art (nach Berlin, gegründet 1962, an der Fasanenstraße) im ganzen deutschsprachigen Raum.
Die Öffnung für die Stadtgesellschaft Anfang der 1980er Jahre mit einem allgemein zugänglichen Angebot war Signal für einen Aufbruch und zugleich auch Symbol des neuen Selbstverständnisses jüdischer Gemeinden Deutschlands, als erneute Etablierung jüdischer Kultur im Land der Täter, das nach 1945 nur als Transit-Station gesehen wurde. Doch auch auf nichtjüdischer Seite gab es mittlerweile eine neue Generation, die mehr über die jüngste deutsche Geschichte wissen wollte, die die Haltung der eigenen Eltern hinterfragte und auch Fragen nach dem deutsch-jüdischen Verhältnis stellte.
Das hier angebotene Bildungs- und Kulturprogramm mit zeitgemäßen Inhalten und Themen war eine Reaktion auf die neue gesellschaftliche Situation Anfang der 1980er Jahre der Juden in Deutschland. Dabei kam man dem Bedürfnis nach Information sowie nach kontroverser Diskussion und Austausch nach.
Das heutige Bildungs- und Kulturangebot folgt noch diesen Ideen und ermöglicht die Beschäftigung mit Religionsphilosophie, jüdischer Geschichte und Alltags- und Kochkultur. Darüber hinaus besteht die Möglichkeit, die hierzu relevanten Sprachen zu erlernen.
Dies wird durch das Kulturprogramm des Jüdischen Kulturzentrums ergänzt und erweitert. Gemeinsam wollen beide Institutionen das Judentum nicht als Bestandteil einer längst vergangenen Epoche vermitteln, sondern es als lebendige Kultur präsentieren.
2007 konnte das Kulturzentrum mit der Jüdischen Volkshochschule in das Gemeindehaus der Israelitischen Kultusgemeinde München und Oberbayern umziehen. Sie sind nun Teil des Jüdischen Zentrums am Münchner Jakobsplatz.

## Bildungsbereiche

### Jüdische Küche
Spezielle Gerichte sind Bestandteil jüdischer Feiertage und jüdischer Tradition. In Israel besteht eine ganz besondere Kochkultur, da hier Menschen zusammenleben, die aus unterschiedlichsten Herkunftsländern nach Israel gezogen sind. Aufgrund strenger ritueller Speisegesetze (Kaschrut) waren auch Ideen und Kreativität gefragt, um köstliche Gerichte zu kreieren.

### Folklore-Tanz
Die Angebote zum Folklore-Tanz werden in drei unterschiedlichen Niveaus unterrichtet. Teilnehmende des Basiskurses erlernen die Basisschritte anhand der populärsten israelischen Folkloretänze. Anschließend bieten der Mittelkurs und der Tanzkurs für Fortgeschrittene die Möglichkeit, tiefer einzusteigen und ausgefeiltere Tanzkombinationen zu beherrschen.

### Neuhebräisch
Das Kursangebot zu Neuhebräisch gliedert sich in acht Kenntnisstufen. Der Unterricht folgt der Ulpan-Methode, die in Israel für Einwanderersprachkurse verwendet wird. Diese Methode ist in Wort und Schrift besonders effektiv, zügig und praxisorientiert. Die Kurse finden im wöchentlichen Rhythmus statt und dauern meist drei Monate. Sie beginnen jeweils im Januar, Mai und September.

### Jiddisch-Lesekreis
Die Wurzeln des Jiddischen liegen im Mittelhochdeutschen, wobei zentrale Wörter auch aus dem Slawischen und Hebräischen stammen. Jiddisch ist eine eigenständige Sprache und wird in hebräischen Buchstaben geschrieben. Im Jiddisch-Lesekreis werden die Grundlagen jiddischer Kultur vermittelt – mit jiddischen Texten, Liedern und auch Filmen.